# Rhytidophyllum caribaeum
Rhytidophyllum caribaeum är en tvåhjärtbladig växtart som beskrevs av Ignatz Urban. Rhytidophyllum caribaeum ingår i släktet Rhytidophyllum och familjen Gesneriaceae. Inga underarter finns listade i Catalogue of Life.